# 六角恒広
六角 恒広（ろっかく つねひろ、1919年1月6日生まれ）は、日本の中国語学者。故人。
東京生まれ。早稲田大学経済学部卒。同学商学部助教授・教授。1989年の定年後、名誉教授。倉石（武四郎）賞受賞。

## 著書
- 『近代日本の中国語教育』播磨書房 1961　不二出版 1984
- 『中国語教育史の研究』東方書店 1988
- 『中国語教育史論考』不二出版 1989
- 『中国語書誌』不二出版 1994
- 『中国語学習余聞』同学社 1998
- 『漢語師家伝 中国語教育の先人たち』東方書店 1999
- 『中国語教育史稿拾遺』不二出版 2002

### 共著編
- 『中国語への道』横山宏共著 大修館書店 1975
- 『中国語関係書書目 1867～1945』編 不二出版 1985
- 『中国語教本類集成』第1～10集 全34巻 編 不二出版 1991-98
- 『中国語教本類集成 捕集』全5巻 (江戸時代唐話篇) 編 不二出版 1998
- 『中国語辞典集成 編集復刻版』全16巻 編 不二出版 2003-04

### 翻訳
- 『高玉宝』実藤恵秀共訳 三一新書　1955
- 高玉宝『夜中に鳴くニワトリ』さねとうけいしゅう共訳 東方書店 現代中国革命文学集 1972
- 朝陽出版社編『人類社会の歴史』長崎出版 1977
- 本書著作グループ編『マルクス『ゴータ綱領批判』入門』長崎出版 現代中国社会思想研究叢書　1977

## 論文
- >六角恒広